# Senyoria d'Anholt
La Senyoria d'Anholt fou un petit estat del Sacre Imperi Romanogermànic. Era una estat imperial i membre del Cercle de Baixa-Renània-Westfàlia

## Geografia
L'estat constava només de la ciutat d'Anholt al Districte actual de Borken a Renània del Nord-Westfàlia. Havia rebut privilegis de ciutat el 1347 i finalment fou incorporada a la ciutat d'Isselburg el 1975. La senyoria s'encabia entre tres estats més grans: el ducat de Gueldre, el bisbat de Münster, i el ducat de Clèveris. La seva àrea es considerava que era d'una milla quadrada (uns 50 km²;).

## Història

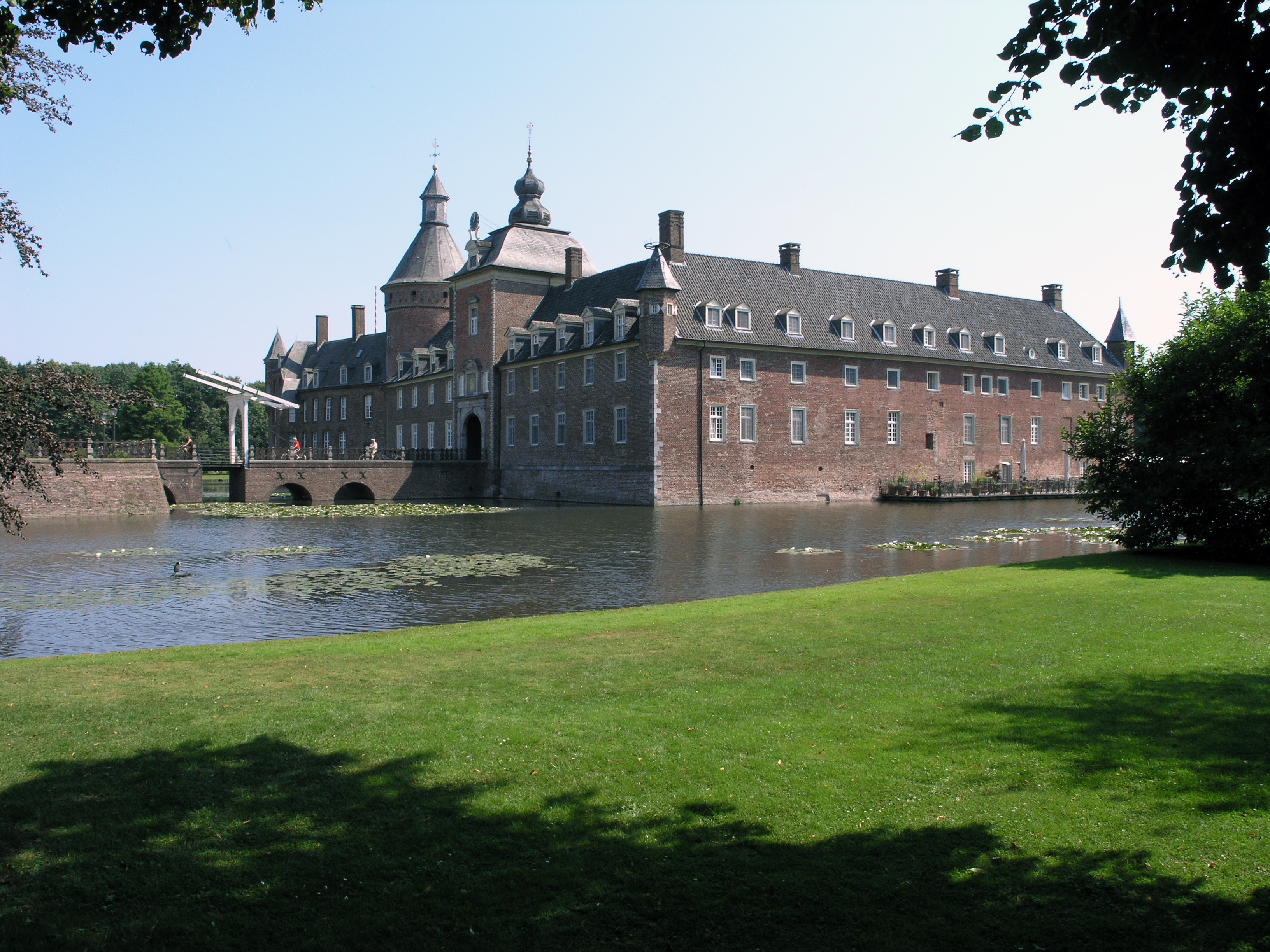
Castell d'Anholt

Els senyors d'Anholt, originalment feudataris dels bisbes d'Utrecht, arribava a la independència com Freiherren (senyoria lliure) a primers del segle xiv. El 1402, el seu territori passava als senyors de Bronckhorst a través de matrimoni. Aquestos adquiriren un títol comtal i el 1431 aconseguien que la senyoria fos reconeguda pel eei Segimon I del Sacre Imperi Romanogermànic com a propietat imperial amb un seient a la Dieta Imperial o Reichstag.
El 1512 les forces de Gueldre sota el duc Carles d'Egmond ocuparen Anholt; els comptes Bronckhorst havien donat suport al seu rival Felip el Bell de Castella, i no va poder ser convençut d'evacuar la senyoria fins que el 1537 se li va pagar un rescat significatiu. Els comptes foren llavors lleials als austríacs (Habsburg) però a la Guerra dels Vuitanta Anys, va patir considerablement, quan fou atacada pel Geuzen de la Unió d'Utrecht, així com en la Guerra dels Trenta Anys.
El 1641, una altra vegada per matrimoni, Anholt fou adquirida pels prínceps de Salm, i va passar a la línia de Salm-Salm de la casa de Salm. Quan la part occidental de Salm-Salm fou annexionat per França el 1793, Anholt es convertia en la seu i possessió principal dels prínceps de Salm-Salm. El 1802, els prínceps de Salm-Salm, juntament amb els seus parents, els prínceps de Salm-Kyrburg, rebien el principat de Salm refundat com a nou, com a compensació per les seves pèrdues territorials davant França; aquest principat, molt més gran, era adjacent a Anholt i incloïa aquesta ciutat.